# Oseja de Sajambre
Oseja de Sajambre és un municipi de la província de Lleó a la comunitat autònoma de Castella i Lleó. Forma part de la comarca de la Montaña Oriental i en formen part els pobles de Pío, Vierdes, Ribota de Sajambre i Soto de Sajambre.

## Demografia
| 1991 | 1996 | 2001 | 2004 |
| ---- | ---- | ---- | ---- |
| 383  | 356  | 317  | 323  |